# Linda Sheskey
Linda Sheskey (geb. Detlefsen; * 18. Oktober 1962) ist eine ehemalige US-amerikanische Mittelstreckenläuferin, die sich auf die 1500-Meter-Distanz spezialisiert hatte.
1987 siegte sie bei den Panamerikanischen Spielen in Indianapolis und wurde Zehnte bei den Leichtathletik-Weltmeisterschaften in Rom.
Bei den Panamerikanischen Spielen 1991 in Havanna wurde sie Achte.
1986 wurde sie US-Meisterin über 1500 m und 1989 US-Hallenmeisterin im Meilenlauf. 1984 holte sie für die University of Georgia startend den NCAA-Hallentitel über 1500 m. 

## Persönliche Bestzeiten
- 800 m: 1:59,79 min, 21. August 1987, Berlin
- 1000 m: 2:37,91 min, 14. August 1988, Hengelo
  - Halle: 2:42,61 min, 11. Februar 1984, Gainesville
- 1500 m: 4:04,89 min, 16. Juli 1987, Paris
- 1 Meile: 4:29,09 min, 6. Juni 1987, Eugene
  - Halle: 4:31,77 min, 14. Februar 1986, New York City